# سو-برناز
سو-برناز (به فرانسوی: Sault-Brénaz) یک کمون در فرانسه است که در Canton of Lagnieu واقع شده‌است.

## خصوصیات
سو-برناز ۵٫۶۱ کیلومترمربع مساحت و ۱٬۰۵۰ نفر جمعیت دارد و ۲۱۰ متر بالاتر از سطح دریا واقع شده‌است.